# Юровка (Могилёвская область)
Ю́ровка (бел. Юраўка) — деревня в составе Коровчинского сельсовета Дрибинского района Могилёвской области Республики Беларусь.

## Население
- 1999 год — 69 человек
- 2010 год — 26 человек